# John Sivebæk
John Sivebæk   (Vejle, 25 d'octubre de 1961) és un exfutbolista danès de les dècades de 1980 i 1990.
Fou 87 cops internacional amb la selecció de Dinamarca amb la qual participà en la Copa del Món de futbol de 1986.
Pel que fa a clubs, defensà els colors de Vejle Boldklub, Manchester United FC, AS Saint-Étienne i AS Monaco.